# معهد الدراسات العلمية المتقدمة (فرنسا)
معهد الدراسات العلمية المتقدمة (بالفرنسية: Institut des hautes études scientifiques, IHÉS)‏ هو معهد فرنسي يدعم البحوث المتقدمة في الرياضيات والفيزياء النظرية. يقع في بور سور إيفيت [الإنجليزية] جنوب باريس. هو الآن جزء من جامعة باريس-ساكلي الفيدرالية كمعهد للدراسات المتقدمة.

## التاريخ
تأسس المعهد في عام 1958 من قبل رجل الأعمال والفيزيائي الرياضي ليون موتشان بمساعدة روبرت أوبنهايمر وجان ديودوني كمركز أبحاث في فرنسا، على غرار معهد الدراسات المتقدمة الشهير في برينستون، الولايات المتحدة.